# Pure Grit
Pure Grit er en amerikansk stumfilm fra 1923 af Nat Ross.

## Medvirkende
- Roy Stewart som Bob Evans
- Esther Ralston som Stella Bolling
- Jere Austin som Jim Kemp
- Jack Mower som Frank Bolling
- Verne Winter som Buddy Clark
- Wesley Barry